# 施泰訥山 (阿爾高阿爾卑斯山脈)
47°31′39″N 10°11′31″E / 47.52750°N 10.19194°E

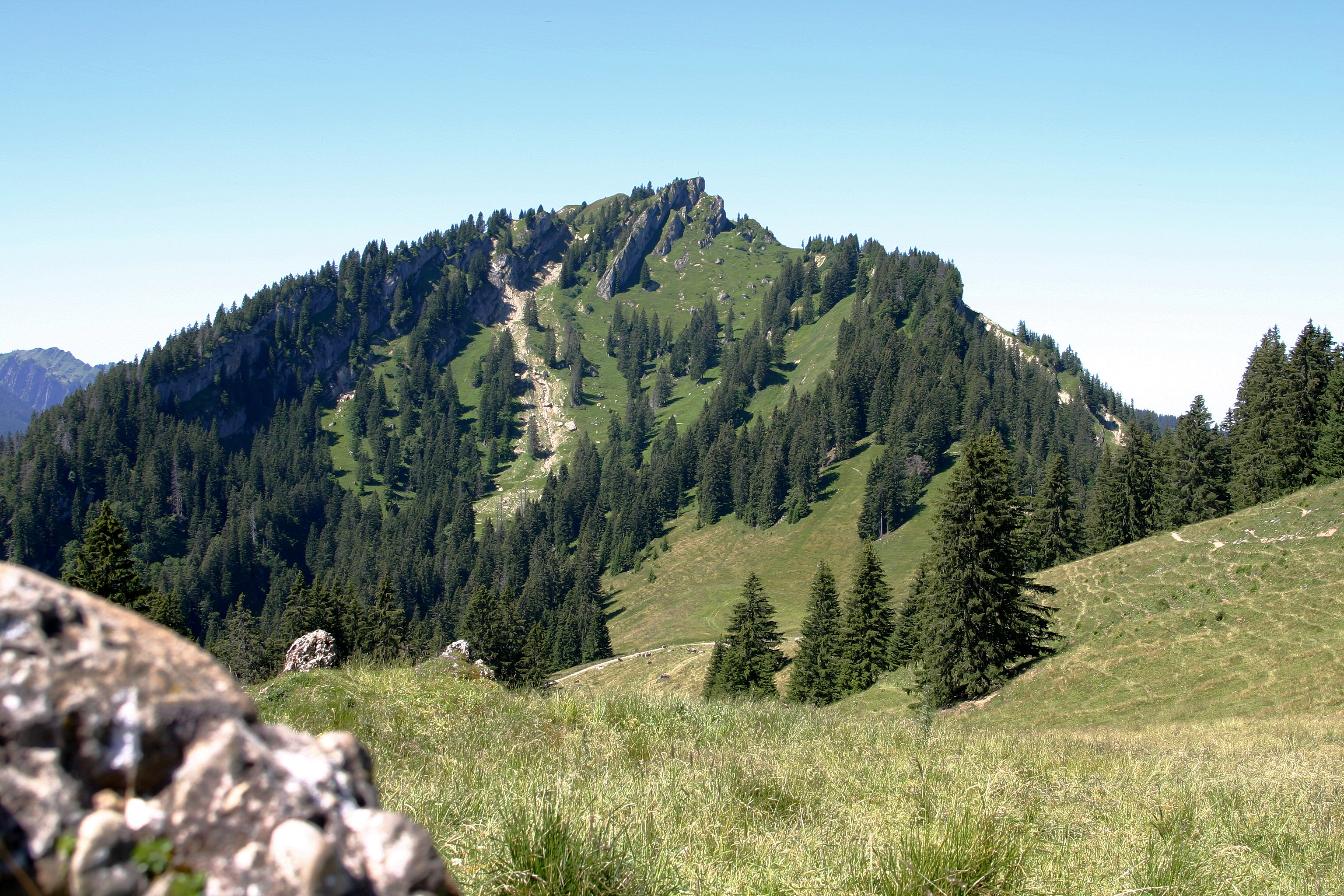

施泰訥山（德語：Steineberg），是德國的山峰，位於該國東南部，由巴伐利亞負責管轄，屬於阿爾高阿爾卑斯山脈的一部分，俯瞰伊勒河，海拔高度1,683米。